# Магаш (Башкортостан)
Магаш (баш. Мағаш) — деревня в Краснозилимском сельсовете Архангельского района Республики Башкортостан России. Находится у р. Зилим.
С 2005 современный статус.

## Географическое положение
Расстояние до:
- районного центра (Архангельское): 19 км,
- центра сельсовета (Красный Зилим): 2 км,
- ближайшей железнодорожной станции (Приуралье): 24 км.

Рядом протекает река Зилим.

## История
В 1964 г. Указом Президиума ВС РСФСР населенный пункт Сталинское переименован в Магаш.
Название происходит от назв. г. Мағаш (венг. магаш ‘высокий’) 
Статус деревня, сельского населённого пункта, посёлок получил согласно Закону Республики Башкортостан от 20 июля 2005 года N 211-з «О внесении изменений в административно-территориальное устройство Республики Башкортостан в связи с образованием, объединением, упразднением и изменением статуса населенных пунктов, переносом административных центров», ст.1:

6. Изменить статус следующих населенных пунктов, установив тип поселения - деревня:
 
3)  в Архангельском районе:…

ж) поселка Магаш Краснозилимского сельсовета

## Население
| 2002 | 2009 | 2010 | 2010 |
| ---- | ---- | ---- | ---- |
| 203  | ↘176 | ↘162 | →162 |

Национальный состав
Согласно переписи 2002 года, преобладающая национальность — русские (95 %).

## Известные уроженцы
- Кожевников, Павел Андреевич (р. 19 марта 1942 года) — водитель строительно-монтажного управления № 2 треста «Башспецнефтестрой», полный кавалер ордена Трудовой Славы.